# Пиенций Пуатевинский

Церковь Франкского государства при Меровингах

Пиенций (лат. Pientius; умер 13 марта между 561 и 567, Май) — епископ Пуатье (между 541 и 555 — между 561 и 567); святой, почитаемый в Католической церкви (день памяти — 13 марта).

## Биография
В трудах средневековых агиографов сообщается, что Пиенций был сыном прислужника кафедрального собора в Пуатье, и что только благодаря своему благочестию он смог достичь епископского сана. Также упоминается, что до того как стать епископом Пиенций был монахом в пуатевинском аббатстве Святого Илария. Однако авторы этих сведений жили намного позже Пиенция, и неизвестно, насколько их свидетельства достоверны.
В списках епископов Пуатье, наиболее ранний из которых составлен в XII веке, Пиенций назван преемником Даниэля, в последний раз упоминавшегося в современных ему исторических источниках в 541 году. Точно не установлено, когда и при каких обстоятельствах Пиенций получил епископскую кафедру в Пуатье. Достоверно известно только то, что это должно было произойти не позднее 555 года.
Первое свидетельство о Пиенции как епископе Пуатье относится к периоду между 555 и 558 годами. Тогда, согласно жившей на рубеже VI—VII веков Баудонивии, он и управлявший Туром и Пуатье герцог Австрапий содействовали Радегунде в основании аббатства Святого Креста. В «Житии святой Радегунды» упоминается, что бо́льшую часть расходов на возведение монастырских зданий взяли на себя епископ и герцог. В 560 году епископ Парижа Герман совместно с Пиенцием и несколькими другими прелатами посвятил в сан аббатисы монастыря Святого Креста Агнессу. Всего же в новой обители было поселено более двухсот монахинь.
Описывавшие основание аббатства Святого Креста средневековые авторы упоминали, что монастырь был построен на востоке города, вблизи старой римской стены. Сам монастырь также был обнесён каменной оградой. На этих основаниях медиевистами делается вывод, что при Пиенции Пуатье был хорошо укреплённым городом, в котором всё ещё содержались в порядке фортификационные сооружения римской эпохи.
К середине VI века относятся первые свидетельства о существовании в средневековом Пуатье монетного двора.
О деяниях Пиенция сохранилось не очень много сведений. Пиенций — первый епископ Пуатье, о котором известно, что он совершал пастырские поездки по своей епархии. В церковных преданиях упоминается, что Пиенций однажды едва избежал гибели в кораблекрушении. В память о своём чудесном спасении епископ в Мальезе, где ему удалось выбраться на берег, построил церковь. Впоследствии на её месте было основано Мальезское аббатство.
На основании близких отношений между Пиенцием и Австрапием делается вывод, что епископ, также как и герцог, в 555—560 годах мог быть одним из наиболее деятельных сторонников короля франков Хлотаря I в борьбе против его сына Храмна. Однако какие-либо сведения о преследовании епископа Храмном, когда тот в 556 году прибыл в Пуатье, в нарративных источниках отсутствуют.
Григорий Турский в «Истории франков» писал, что ещё при жизни Пиенция король Хлотарь I назначил ему преемником его сотоварища Австрапия. Тот сначала был приближённым к этому монарху герцогом, но затем получил духовный сан и стал епископом в крепости Селл (современный Шамтосо), находившейся на территории Пуатевинской епархии. По повелению короля Австрапий должен был после смерти Пиенция сменить того на епископской кафедре, но епископ пережил Хлотаря I, и скончался, когда престол уже занимал Хариберт I. Этот же монарх, не смотря на протесты Австрапия, приказал поставить новым епископом Пуатье Пасценция II, до того бывшего аббатом монастыря Святого Илария.
Точная дата смерти Пиенция не известна, но он должен был умереть не ранее 29 ноября 561 года, даты кончины короля Хлотаря I, и не позднее конца 567 года, даты смерти Хариберта I. В некоторых источниках кончина епископа датируется 564 годом. В средневековых диптихах днём смерти Пиенция указывается 13 марта, а местом — селение Май.
Ещё в Раннее Средневековье Пиенций стал почитаться в епархии Пуатье как местночтимый святой. Первые достоверные свидетельства о существовании его культа относятся к XI веку. Пиенция считали святым покровителем рыбаков: ему молились для успеха в рыбной ловле. Также считается, что молитвы епископу исцеляют от глухоты. Ещё в XVII веке в Май существовала посвящённая святому Пиенцию церковь, построенная на месте его смерти. В настоящее время имя этого епископа Пуатье внесено в «Римский мартиролог» для поминовения всеми католиками. День памяти Пиенция отмечается 13 марта, а в Люсонской епархии его поминают 6 марта.